# ...Live in Chicago
| Recensione | Giudizio |
| ---------- | -------- |
| AllMusic   |          |

...Live in Chicago è un album dal vivo e film concerto del gruppo musicale Panic at the Disco, pubblicato il 2 dicembre 2008.
L'album è stato registrato in occasione del concerto del 23 e 24 maggio 2008 presso il Congress Theater di Chicago, durante l'Honda Civic Tour del 2008.

## Tracce

### CD
1. We're So Starving – 1:50
2. Nine in the Afternoon – 2:53
3. But It's Better If You Do – 3:49
4. Camisado – 3:23
5. She's a Handsome Woman – 3:23
6. The Only Difference Between Martyrdom and Suicide Is Press Coverage – 3:13
7. Behind the Sea – 4:19
8. Lying Is the Most Fun a Girl Can Have Without Taking Her Clothes Off – 3:05
9. I Constantly Thank God for Esteban – 4:13
10. That Green Gentleman (Things Have Changed) – 3:14
11. There's a Good Reason These Tables Are Numbered Honey, You Just Haven't Thought of It Yet – 4:06
12. Folkin' Around – 1:54
13. I Write Sins Not Tragedies – 3:18
14. Northern Downpour – 4:54
15. Time to Dance – 3:54
16. Pas de Cheval – 2:49
17. Mad as Rabbits – 5:42

Tracce bonus nell'edizione deluxe
1. Do You Know What I'm Seeing? (versione alternativa) – 3:57
2. Behind the Sea (versione alternativa) – 2:26
3. She Had the World (versione alternativa) – 3:45
4. The Piano Knows Something I Don't Know (versione alternativa) – 2:21

### DVD
1. Live Show
2. Tour Documentary
3. Music Videos
4. Short Film
5. Photo Gallery
6. Bonus Material

## Formazione
Gruppo
- Brendon Urie – voce, chitarra ritmica, chitarra solista, basso (per Mad as Rabbits), cori (per Behind The Sea), tamburello
- Ryan Ross – chitarra ritmica, chitarra solista, cori, voce (per Northern Downpour, Mad as Rabbits e Behind The Sea), tamburello
- Jon Walker – basso, cori, chitarra solista (per Mad as Rabbits)
- Spencer – batteria, percussioni, tamburello, cori (per Northern Downpour)

Altri musicisti
- Eric Ronick – tastiere, cori, percussioni